# Секгоньяна Неемія Масерібане
Секгоньяна Неемія Масерібане (англ. Sekhonyana Nehemia Maseribane; 4 травня 1918 — 3 листопада 1986) — лесотський політик, перший прем'єр-міністр королівства Лесото.
Як і його наступник, Леабуа Джонатан, був членом Національної партії Басутоленду. Формально очолював уряд, підконтрольний британській колоніальній адміністрації.